# Иду
Иду (이두; на Севере: 리두 риду) — архаичная система записи корейского языка иероглифами (ханча). Слово «иду» используется в двух значениях. Первое — «любая система записи корейского при помощи ханча» (включая ранние системы периода правления династии Чосон); в этом смысле понятие включает хянчхаль и кугёль, а также «иду в узком смысле». Второе значение — система записи, изобретённая в период Корё (918—1392), впервые так её называют в Чеван унги (제왕운기).

## Иду в узком смысле
Иду записывалась ханча, адаптированными китайскими иероглифами, а для корейских окончаний и прочих грамматических маркеров использовали особые символы. Иду было трудно читать как про себя, так и вслух, поэтому иду не получила постоянного широкого распространения.
Для иду было изобретено около полутора сотен иероглифов, а уже существующие могли получать дополнительное значение. Иду использовалась членами класса Чунъин (중인).

## Хянъчхаль
Хянъчхаль (букв. «местные символы») — другая система записи корейского языка китайскими иероглифами. При записи иероглифам давалось китайское чтение, основанное на том, какой китайский слог был ассоциирован с этим иероглифом. Хянчхаль часто считается одной из разновидностей иду.
Первое упоминание хянчхаля находится в биографии монаха периода Корё по имени Кюнё. Основной корпус текстов на хянчхале состоит из корееязычной поэзии. До XXI века дошли 25 таких поэм, в них находятся корейские стихи, где использованы исконно корейские слова, записанные иероглифами, по одному на слог. Этой письменностью записывали существительные, глаголы, прилагательные, наречия, частицы, суффиксы и вспомогательные глаголы. Хянчхалем пользовались весь период Корё.